# Dierentuin en botanische tuin van Saigon
De dierentuin en botanische tuin van Saigon (Vietnamees: Thảo Cầm Viên Sài Gòn) ligt in het eerste arrondissement van Ho Chi Minhstad, de grootste stad van Vietnam. Het bevindt zich op de hoek van Nguyen Binh Khiem en Le Duan tegenover het Herenigingspaleis en aan de voorzijde van het Historisch Museum van Vietnam. Het park is lid van de Bond van dierentuinen in Zuidoost-Azië en de Wereldbond van dierentuinen en aquaria.